# Ясьонна (Свентокшиське воєводство)
Ясьонна (пол. Jasionna) — село в Польщі, у гміні Єнджеюв Єнджейовського повіту Свентокшиського воєводства.
Населення — 401 особа (2011).
У 1975-1998 роках село належало до Келецького воєводства.

## Демографія
Демографічна структура на день 31 березня 2011 року:
|          | Загалом | Допрацездатний вік | Працездатний вік | Постпрацездатний вік |
| -------- | ------- | ------------------ | ---------------- | -------------------- |
| Чоловіки | 210     | 32                 | 140              | 38                   |
| Жінки    | 191     | 38                 | 105              | 48                   |
| Разом    | 401     | 70                 | 245              | 86                   |